# ソフトボール審判員
ソフトボール審判員（ソフトボールしんぱんいん）は、ソフトボールの審判員を務める資格を持つ人のことを言う。

## 概要
日本ソフトボール協会（日ソ協）の「公認審判員規定」によると、公認審判員は第1種、第2種及び第3種とされ、それぞれ担当する試合の水準が異なる。第1種が最も上級レベルの審判員とされる。それぞれの種別に認定会が開かれ、認定されると認定証とワッペンが交付される。
競技人口に比べて審判員の絶対数が少ないことから第3種は3～4時間程度のルールに関する講習と同じ程度の時間の実技講習の後、認定試験を受けて認定、ということが多い。更に、2006年からは認定試験も省略し（過去の認定試験問題を配布してチェックする事はある）、1日の講習を完全に受講すれば第3種審判員に認定することも可能になった。
第3種の認定会は各都道府県ソフトボール協会が主催となって行われるので、各地区の協会事務局に問い合わせるのがよい。
なお、審判の技術面については軟式野球や硬式野球の審判員と共通する部分が多い。